# Ludwig Grabow
Ludwig Grabow, född 1 oktober 1811 i Berlin, 18 oktober 1893, var en fagottist vid Kungliga hovkapellet.

## Biografi
Ludwig Grabow föddes 1 oktober 1811 i Berlin. Han gifte sig 1835 med Augusta Lovisa Winckler. Grabow anställdes 1 oktober 1835 som fagottist vid Kungliga hovkapellet i Stockholm. Grabow avled 18 oktober 1893.